# Skąpani w ogniu
Pour plus de détails, voir Fiche technique et Distribution.
Skąpani w ogniu est un film de guerre polonais réalisé par Jerzy Passendorfer, sorti en 1964. Le film est adapté du roman du même titre de Wojciech Żukrowski.

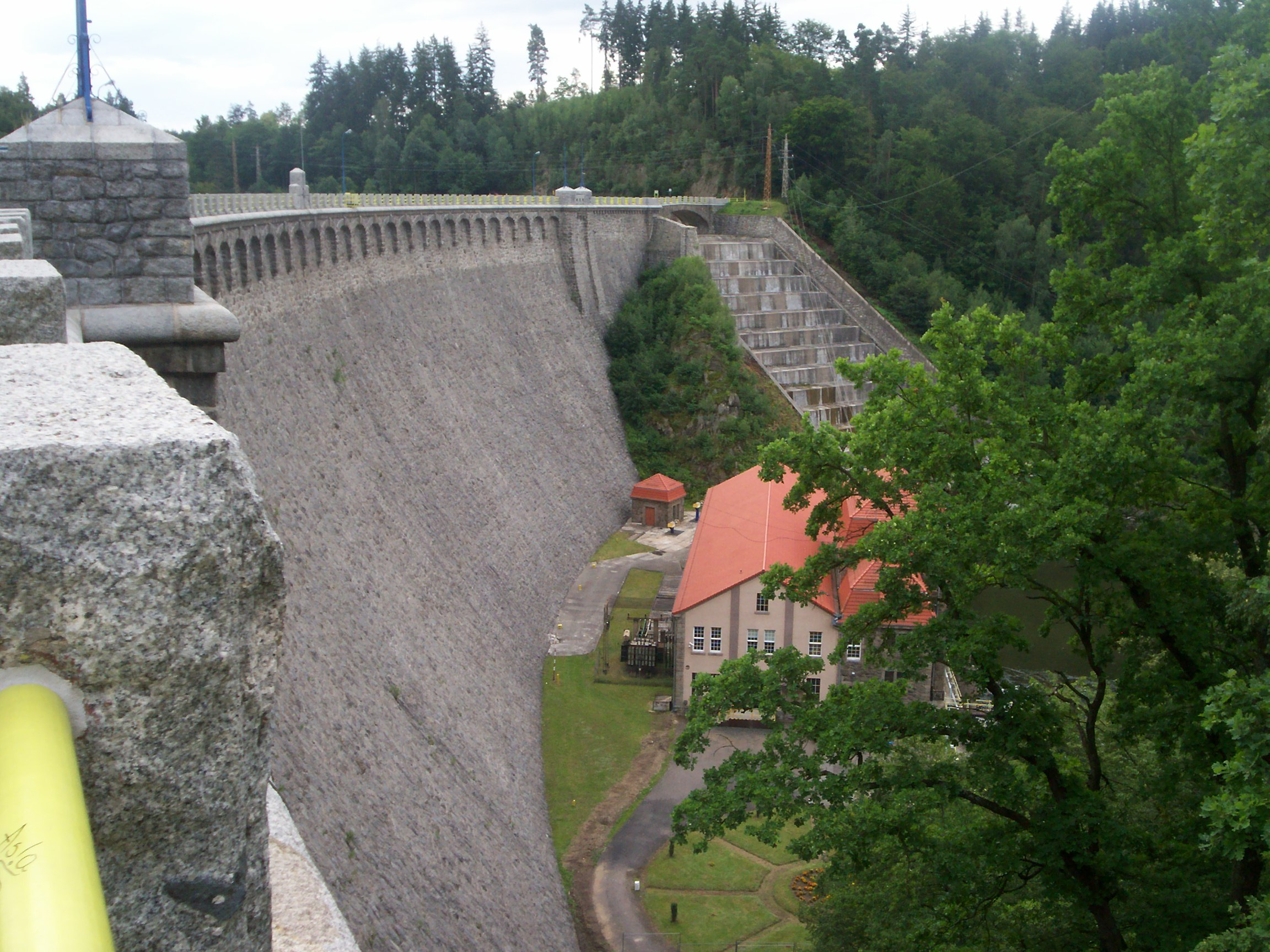
Le barrage de Pilchowice, où ont été tournées les dernières scènes du film.

Les photos en extérieur ont été prises à Wleń et au barrage de Pilchowice.

## Synopsis
Le film montre la période de colonisation après la libération dans les Territoires de l'Ouest. Les problèmes de normalisation des conditions de vie sont résolus par l'armée. Une description des premiers jours, souvent dramatiques, dans les territoires reconquis. Des conflits aigus entre la population locale et la population immigrée. Le capitaine Sowiński, un ancien membre de l'Armée de l'Intérieur, tente d'apaiser les antagonismes, mais perd lui-même une bataille privée lorsqu'il ne parvient pas à empêcher Rutka, une Silésienne locale dont la famille s'est battue pendant des années pour la polonité de la Silésie, de partir pour l'Allemagne.

## Fiche technique
- Titre : Skąpani w ogniu
- Titre en anglais : Fire Bath
- Réalisation : Jerzy Passendorfer
- Scénario : Wojciech Żukrowski
- Musique : Adam Walaciński
- Son : Mikołaj Kompan-Altman
- Photographie : Antoni Nurzyński
- Montage : Jadwiga Zajicek
- Pays :  Pologne
- Langue : polonais
- Format : Noir et blanc
- Genre : Drame
- Durée : 90 minutes
- Dates de sortie :
  -  Pologne : 5 mars 1964

## Distribution
- Aleksander Fogiel : lieutenant Milutin
- Stanisław Mikulski : capitaine Sowiński
- Ryszard Pietruski : Baruda, officier UB
- Wojciech Siemion : caporal Naróg
- Beata Tyszkiewicz : Rutka Hajdukówna
- Jerzy Block : vieux colon
- Marian Friedmann : Józef Goldfinger-Paluch
- Henryk Hunko : Włodzimierz Michalak, bandit surnommé Kot
- Tadeusz Kalinowski : sergent Zubik
- Tadeusz Kosudarski : fils de Witoch
- Irena Laskowska : Marta Hajdukowa, belle-sœur de Rutek
- Marian Łącz : Tomala
- Mieczysław Łoza : soldat
- Zdzisław Maklakiewicz : ami de Sowiński surnommé Sprężyna
- Adam Mularczyk : Witoch
- Irena Netto : vieille colon
- Józef Para : major UB
- Franciszek Pieczka : Józef Poczobutt, chauffeur
- Tadeusz Pluciński : Leszczyński
- Wojciech Rajewski : soldat
- Jerzy Rojek
- Władysław Rojek
- Marian Rułka : fils de Witoch surnommé Rudy
- Mieczysław Wiśniewski : bandit
- Zofia Czerwińska : femme rapatriée
- Irena Hrehorowicz : colon
- Zdzisław Lubelski : officier UB
- Konrad Morawski : Kogut
- Barbara Rachwalska : veuve rapatriée
- Ryszard Ronczewski : bandit qui essaie de faire sauter un barrage